# Stockumer Bruch

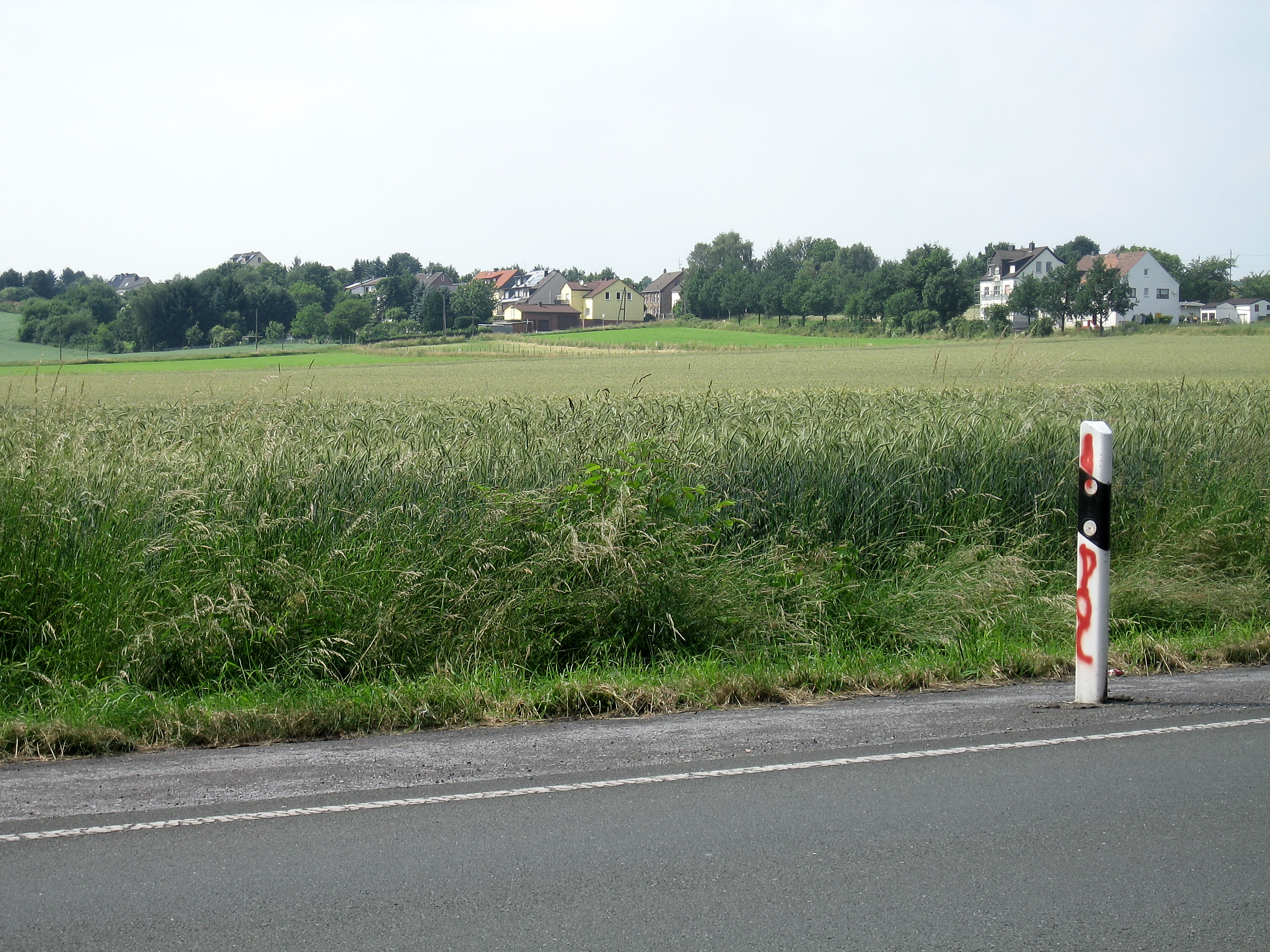
Stockumer Bruch

Stockumer Bruch ist ein Ortsteil Wittens im Osten von Stockum. Der Stockumer Bruch, wie er umgangssprachlich genannt wird, trägt die Gemarkungsnummer 33.
Der Stockumer Bruch erstreckt sich zwischen Stockum-Mitte und Salingen. Er wird von einer Straße gleichen Namens erschlossen, die mitten durch das Gebiet nach Salingen führt (von 1901 bis 1929 hieß sie deshalb  Salingerstraße) und an der sich zu beiden Seiten Wohnbebauung befindet, ansonsten wird der Stockumer Bruch ausschließlich landwirtschaftlich genutzt. Der südliche Teil ist mit einer entsprechenden Verlängerung auf Dortmunder Gebiet als Frischluftschneise für das östliche Dortmunder Stadtgebiet ausgewiesen.
In der frühen Neuzeit gehörte das Gebiet zur Stockumer Allmende. Der Name „Bruch“ leitet sich aus der Bezeichnung „Bruchland“ ab. Damit wurden in früherer Zeit Feuchtgebiete beschrieben. Diese wurden auf Stockumer Seite im Laufe der Jahrhunderte jedoch vollständig trockengelegt und landwirtschaftlich nutzbar gemacht.
Ungeklärt ist die Ausbeutung möglicher Flöze unter der Oberfläche vom Stockumer Bruch. Vor der Industrialisierung der Region, gelangten gerade in Eichlinghofen, Salingen und am Stockumer Bruch Kohleadern bis an die Oberfläche, die „wild“ ausgebeutet und schließlich wieder zugeschüttet wurden. Daher ist es möglich, dass sich unter dem Stockumer Bruch vereinzelt Hohlräume aus dieser Phase des wilden Kohleabbaus befinden. Vereinzelte Absenkungen in Eichlinghofen weisen darauf hin.